# Encarnação
Encarnação (do latim incarnātiō, "ação de fazer-se carne") é um conceito religioso presente no cristianismo, budismo, hinduísmo e espiritismo, embora nessas últimas religiões haja o conceito diferenciado da reencarnação.  A Bíblia fala da encarnação do Verbo para enfatizar que Deus fez-se homem (João 1:14; I Timóteo 3:16), pois nela Jesus é descrito como vindo em carne (I João 4:1-2).

## Encarnação no cristianismo
O substantivo encarnação ou o adjetivo encarnado não são encontrados na Bíblia, mas o equivalente grego do latim in carne (τη σαρκι, en sarki, "na carne") se encontra em algumas declarações importantes no Novo Testamento a respeito da pessoa e obra de Jesus Cristo. Em I Timóteo 3:16, fala-se sobre "Aquele que foi manifesto na carne". João atribui, ao espírito do anticristo, qualquer negação de que Jesus Cristo "veio em carne" (I João 4:2). Paulo diz que Cristo realizou sua obra de reconciliação "no corpo da sua carne"ː isso quer dizer que Cristo, pela sua morte, nos reconciliou com Deus (Colossenses 1:22; Efésios 2:15-16), e que, ao enviar Seu Filho "em semelhança de carne pecaminosa", Deus "condenou ... na carne, o pecado" (Romanos 9:3). Paulo se refere a Cristo que morreu "na carne" (no grego sarki, modo dativo de referência) por alguém (I Pedro 4:1). Todos esses textos mostram de diversas maneiras que Cristo garante a salvação porque veio em "carne" e morreu "na carne".  
Na teologia do cristianismo, chama-se a vinda de Jesus como encarnação e a sua morte de expiação.
Nesse sentido teológico, "carne" não é de maneira nenhuma alguma coisa que o homem possui, mas é, antes, uma coisa que o homem é, sinalizado pela fraqueza e fragilidade próprias da criatura humana e nesse particular aparece em contraste com "espírito", a eterna e inextinguível energia que pertence a Deus e é Deus.
Por consequência, dizer que Jesus Cristo veio e morreu "na carne" é afirmar que ele veio e morreu sob as condições da vida física e psíquica criada, isto é, aquele que viveu e morreu era homem. Por outro lado, afirma, também, que aquele que morreu eternamente era e continua a ser Deus. A fórmula que emoldura a encarnação, portanto, éː em algum sentido, sem ter deixado de ser Deus, Deus se fez homem. Isto é exatamente o que João afirma dizendo que "O Verbo" (agente de Deus na criação), "no princípio", antes da criação, não apenas "estava com Deus", mas era, em si mesmo, "Deus" João 1:1-3 e "se fez carne" João 1:14.

### No Novo Testamento
Os escritores do Novo Testamento, em particular João, Paulo e o autor de Hebreus, não falam em parte alguma ou tratam das questões metafísicas do modo da encarnação ou de questões psicológicas do estado de encarnado, isto só veio surgir de forma proeminente no século IV nas discussões cristológicas, em especial no Concílio de Calcedônia, no ano de 451. Eles estavam preocupados em demonstrar a pessoa de Jesus, exibição de sua obra  e principalmente na vindicação da posição central no propósito redentor de Deus. O único sentido que os escritores tentam explicar a encarnação é mostrando como isso que aplica no plano que Deus traçou para redimir a humanidade. (Romanos 8:3; João 1:18; Hebreus 1:1-3; Hebreus 7:15-17)
Interessante observar que os escritores do Novo Testamento não discutem a respeito do nascimento virginal de Jesus como testemunho da conjunção entre a deidade e a humanidade da sua pessoa. Essa linha tem sido explorada somente na teologia recente. Entretanto, os escritores não ignoram esse fato, mas eles focam no propósito da salvação proposta por Deus. Os dois escritores que narram o nascimento virginal (Mateus e Lucas) colocam ênfase não no mistério do nascimento, mas sim que Deus começou a cumprir a sua intenção de que visitaria e redimiria o seu povo. O ponto de vista é apenas soteriológico.
Os escritores percebem que tanto a deidade como a humanidade de Jesus são elementos fundamentais em sua obra salvadora. Da mesma forma que a divina filiação de Jesus garante a interminável duração, a perfeição impecável e a eficácia sem limites de sua obra sumo-sacerdotal (Hebreus 7:3, assim também a sua deidade foi capaz de derrotar o diabo "valente" que mantinha os pecadores num estado de impotente cativeiro. (Hebreus 2:14-ss; Apocalipse 20:1-ss)
Semelhantemente os escritores percebem que era necessário que o Filho de Deus fosse feito carne, pois somente assim poderia tomar o lugar como segundo homem , através de quem Deus trata a raça humana. (I Coríntios 15:21) Somente dessa maneira poderia ser o mediador entre Deus e os homens (I Timóteo 2:5), e somente assim poderia morrer em favor dos pecadores, pois somente tendo carne é que poderia morrer. O pensamento da encarnação no Novo Testamento está de tal modo  ligado que não se aplica esse termo à humanidade de Jesus em seu estado glorificado e incorruptível. Os "dias da suas carne" Hebreus 5:7 significam o tempo que ele passou no mundo até o dia da cruz.
João se preocupa em deixar clara a questão de Jesus verdadeiramente homem e verdadeiramente Deus, combatendo, então o posicionamento contrário como sendo um espírito do anticristo, uma linha cristológica docética de Cerinto, que negava a realidade da carne e, portanto, negava a encarnação e consequentemente a morte física, portanto negando o Pai assim como o Filho. Essa ênfase de João além de ser observada nas suas duas primeiras epístolas é notada no evangelho, quando mostra a realidade da experiência da fraqueza humana de Jesus: cansaço (João 4:6); sede (João 4:7, João 19:28); lágrimas (João 11:33) tinham a clara intenção de combater o ensino docético.
A Irmandade polonesa do século XVII interpretou a encarnação da palavra como a encarnação do plano de Deus em um descendente de Abraão, e não como a encarnação literal de uma pessoa que já existia antes de seu nascimento no céu.